# Iurukovo
Iurukovo (în bulgară Юруково) este un sat în Obștina Iakoruda, Regiunea Blagoevgrad, Bulgaria.

## Demografie
Componența etnică a satului Iurukovo
     Turci (41,78%)
     Bulgari (18,53%)
     Nicio identificare (39,67%)
     Altele (0%)
La recensământul din 2011, populația satului Iurukovo era de 1.187 locuitori. Nu există o etnie majoritară, locuitorii fiind turci (41,78%) și bulgari (18,53%). Pentru 39,67% din locuitori nu este cunoscută apartenența etnică.